# Torsten Lemmer
Torsten Lemmer (* 26. April 1970 in Düsseldorf) ist ein Politiker, Autor, Musikproduzent, Verleger und ehemaliger Neonazi. Im Jahr 2001 verkündete Lemmer seinen Ausstieg aus der neonazistischen Szene, dessen Ernsthaftigkeit jedoch verschiedentlich angezweifelt wurde. Auch nach seiner Heirat mit einer gebürtigen Marokkanerin und der Konversion zum Islam im Jahr 2002 ebbten entsprechende Zweifel nicht ab.

## Politische Karriere

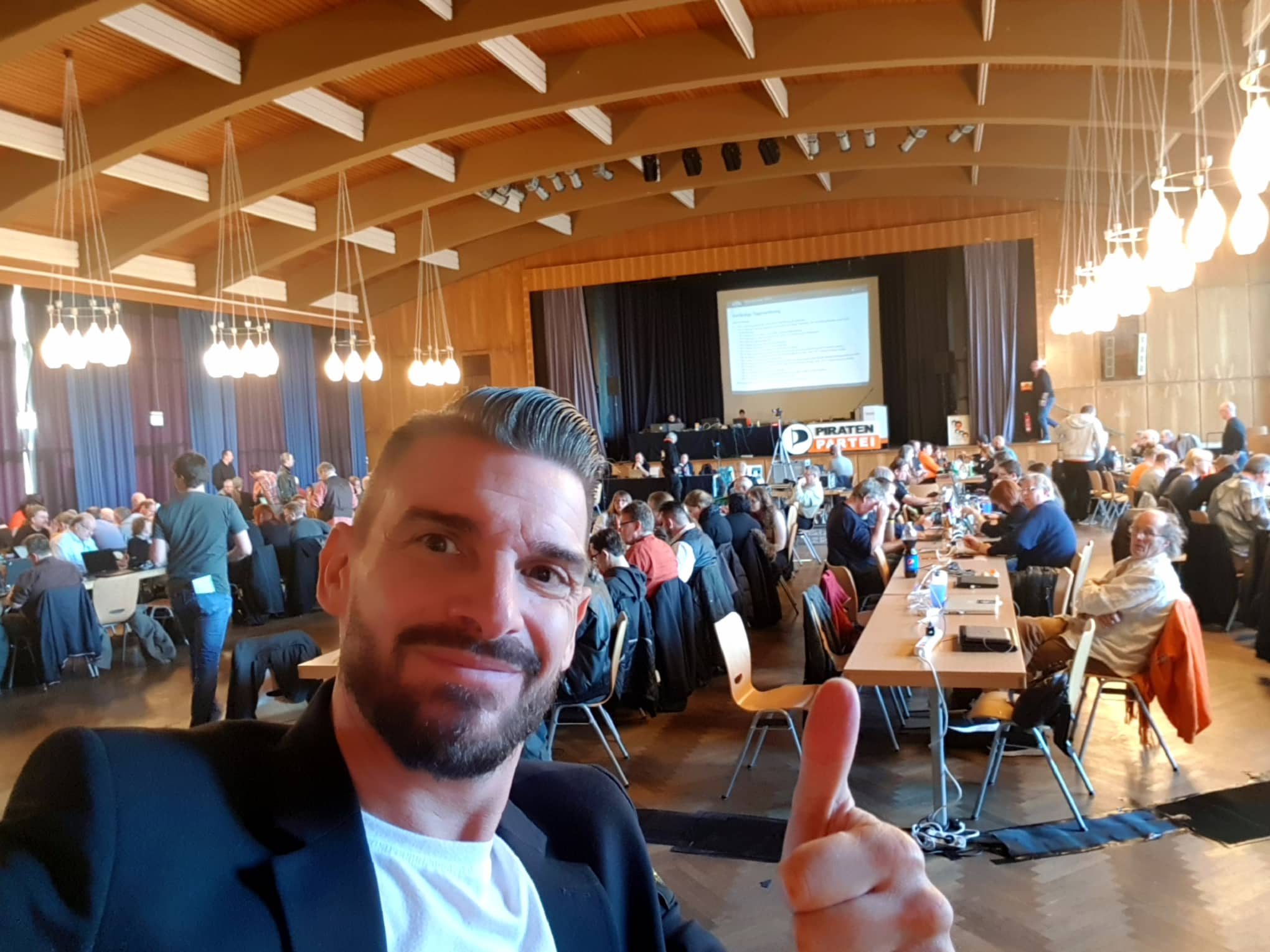
Torsten Lemmer 2018 auf dem Bundesparteitag der Piratenpartei

Lemmer begann seine politische Karriere 1986 bei den Jungen Liberalen und der FDP. Hier brachte er es als Teil des national-liberalen Flügels bis zum Bundesvorsitzenden der Arbeitsgemeinschaft Liberale Schüler. Gleichzeitig war er Mitglied in der Gemeinschaft Junges Ostpreußen in der Landsmannschaft Ostpreußen.
Von 1989 bis 1993 war er Bürgermitglied in einem Düsseldorfer Ratsausschuss, bis Anfang 1993 auch Geschäftsführer und Pressesprecher der Fraktion Freie Wählergemeinschaft (FWG) – einer Abspaltung der Republikaner im Düsseldorfer Stadtrat – sowie stellvertretender Vorsitzender des Vereins Freie Wählergemeinschaft für Düsseldorf e. V. Davor war er für eine andere Republikaner-Abspaltung, die Freiheitliche Volkspartei, als stellvertretender Bundesvorsitzender aktiv. Nachdem die Bildung eines Bündnisses aller rechtsextremen Kräfte zur Kommunalwahl in Düsseldorf 1994 gescheitert war, trat er zunächst parteipolitisch nicht mehr in Erscheinung und konzentrierte sich stattdessen auf den Aufbau seiner Verlage.
In den Jahren 1999 bis 2001 suchte Torsten Lemmer wieder vermehrt die öffentliche Bühne, etwa durch von Jan Zobel organisierte Stammtische. Auffälligstes Merkmal war dabei die Vereinnahmung des CDU-Oberbürgermeisters Joachim Erwin.
2004 bewarb sich Torsten Lemmer ohne Erfolgsaussicht um das Düsseldorfer Oberbürgermeisteramt. Als Spitzenkandidat für die Unabhängige Wählergemeinschaft für Düsseldorf – Lemmerliste erzielte er aber ein Ratsmandat, mit einem Wahlkampf, der sich ausschließlich gegen den amtierenden Oberbürgermeister Joachim Erwin richtete (Motto: „Erwin quälen – Lemmer wählen“). Die Lemmerliste nannte sich in Bürgerliste um und erhielt einen Platz im linken Teil des Sitzungssaales. Lemmer wurde auch Mitglied in zwei Bezirksvertretungen und im Ordnungs- und Verkehrsausschuss des Rates. Zudem beteiligte er sich an dem Bürgerbegehren für den Erhalt der Kommunalen Mehrheit der Düsseldorfer Stadtwerke AG.
2006 waren die Privaträume Lemmers Ziel einer Hausdurchsuchung, bei der nach Polizeiangaben Beweise für den Vertrieb rechtsextremer CDs sichergestellt wurden. 2009 wurde er wegen Volksverhetzung zu zehn Monaten auf Bewährung verurteilt.
2008 gründete Torsten Lemmer mit dem parteilosen Martin Reichert die Ratsgruppe Freie Wähler. Zum Oberbürgermeisterwahlkampf trat die Unabhängige Wählergemeinschaft für Düsseldorf – Freie Wähler mit dem kurz zuvor aus der CDU ausgetretenen Klaus Kirchner an. 2009 erzielte sie bei der Kommunalwahl in Düsseldorf 2,3 Prozent und zwei Ratsmandate. Lemmer wurde als Geschäftsführer der Ratsgruppe eingestellt.
Torsten Lemmer ist nach eigenen Angaben seit 2009 Mitglied der Piratenpartei Deutschland und wurde nach seiner Aussage 2018 von anderen Parteimitgliedern zu einer Kandidatur als Bundesvorsitzender der Partei aufgefordert. Eine Kandidatur ist aber nicht erfolgt.
2014 wurde die Ratsgruppe Tierschutz/Freie Wähler unter dem Vorsitz von Chomicha El Fassi und Claudia Krüger (bis 2017 Partei Mensch Umwelt Tierschutz, dann Aktion Partei für Tierschutz) in Düsseldorf gegründet, in der Torsten Lemmer als Geschäftsführer eingesetzt wurde. Seitdem ist er auch Mitglied des Sportausschusses der Stadt Düsseldorf.
2020 wurde er als Spitzenkandidat der Freien Wähler in den Stadtrat von Düsseldorf gewählt. Er fungierte zudem als Wahlkampfmanager der Aktion Partei für Tierschutz.

## Neonazi-Szene und Ausstieg
Im Oktober 1995 entdeckte die Polizei bei der Aufklärung eines Einbruchs in einem von Lemmer mitbenutzten Lager volksverhetzende Schriften. Diese Schriften stammten von Kurt Winter, dem Inhaber des Verlages Mehr Wissen, in dem Lemmers erste beiden Bücher erschienen waren.
Im November 2000 verhängte man gegen Lemmer ein Hausverbot im Düsseldorfer Rathaus, nachdem er öffentliche Sitzungen gestört, einen Pressefotografen im Rathaus bedroht und an dessen Arbeit gehindert hatte. Zu einer Sitzung des Ausländerbeirates erschien Lemmer in Begleitung von fünf jungen Männern in Bomberjacken, von denen einer beim Eintreten in den Sitzungssaal begann, anwesende Politiker abzufotografieren. Durch ein Eilverfahren beim Verwaltungsgericht versuchte Lemmer, das Hausverbot aufzuheben, es wurde jedoch am 22. Dezember 2000 bestätigt und von Lemmer nicht mehr weiter beeinsprucht.
Im Jahr 2001 beteiligten sich Lemmer und seine engen Vertrauten Jan Zobel, Tim Holzschneider und Jürgen Drenhaus an Christoph Schlingensiefs „Aussteiger“-Projekt Hamlet/Naziline am Schauspielhaus Zürich, das von der Bundeszentrale für politische Bildung unterstützt wurde und zum Ziel hatte, ehemalige Neonazis durch ein Theaterprojekt wieder in die Gesellschaft einzugliedern. Lemmers Teilnahme führte zu Kritik an der Ernsthaftigkeit des Projekts, da er nach wie vor Verbindungen in die extreme Rechte hatte. Er wurde zum Berliner Theatertreffen eingeladen und besuchte das Grab von Bertolt Brecht. Auf Einladung von Rezzo Schlauch nahm er an einer Bundestagsdebatte teil.
Lemmer gründete dann zusammen mit Schlingensief, Peter Kern, Bibiana Beglau und Unterstützung von Antje Vollmer den Aussteigerverein Rein-Verein in Zürich, Berlin und Düsseldorf. Außerdem nahm er, u. a. mit Thomas Krüger, an einer Podiumsdiskussion der Volksbühne Berlin teil. Danach veröffentlichte er im Suhrkamp Verlag einen Beitrag zum Sammelband Christoph Schlingensiefs Nazis rein. Ende 2002 war Premiere von Kerns Film gegen Rassismus Hamlet – This is your Family, mit Torsten Lemmer und Christoph Schlingensief in den Hauptrollen. Im Januar kam der Hamlet-Film unter großem Aufwand nach Düsseldorf. Es folgten Vorführungen mit dem Ziel der Aufklärung über Neonazismus in Deutschland und im Ausland, begleitet von anschließender Diskussion unter Beteiligung Torsten Lemmers und Peter Kerns. Schlingensief selbst zweifelte im Nachgang zu seinem Hamlet-Projekt an der Glaubwürdigkeit von Lemmers Ausstieg. Im Interview mit der taz äußerte er sich 2004 mit den Worten: „Lemmer ist mir bis heute den Beweis schuldig geblieben, dass er nicht mehr an Rock Nord partizipiert“ und lehnte es in der Folge auch ab, ein Vorwort für Lemmers Aussteiger-Buch zu schreiben.
Im Jahr 2002 stand Lemmer mit acht weiteren Männern, unter anderem seinem langjährigen Freund Zobel, wegen Hausfriedensbruchs vor Gericht, nachdem sie sich durch Störung einer Kabarettveranstaltung mit Buh-Rufen und Trillerpfeifen einem bereits bestehenden Hausverbot widersetzten. Lemmer wurde zu einer Geldstrafe von 4.800 Euro verurteilt.
2004 wurde Lemmers Buch Rechts raus – mein Ausstieg aus der Szene (mit einem Vorwort von Gerhard Zwerenz und einem Gespräch mit Norbert Madloch) von der Eulenspiegel Verlagsgruppe auf der Leipziger Buchmesse der Öffentlichkeit vorgestellt. Seitdem beteiligte sich Lemmer an zahlreichen Lesungen, Vorträgen und Diskussionen gegen Intoleranz, Gewalt und Rechtsradikalismus.
Im Mai 2009 wurde Torsten Lemmer vom Landgericht Düsseldorf wegen Volksverhetzung zu einer Freiheitsstrafe von 10 Monaten auf Bewährung verurteilt. Das Urteil ist rechtskräftig. Im Rahmen dieses Prozesses kam heraus, dass Lemmer auch in den Jahren von 2002 bis 2006 als Mitarbeiter des Rechtsrock-Labels Funny Sounds tätig war, was er nach seinem Ausstieg jahrelang bestritten hatte.

## Journalismus
In seiner Jugend war Lemmer Redakteur und Herausgeber mehrerer Düsseldorfer Schüler- und Jugendzeitungen. Von dieser Basis aus engagierte sich Lemmer in Jugendpresseverbänden. 1985 wurde er Vorsitzender des Dachverbandes der Jugendpresse e. V. Düsseldorf/Mettmann. Daraufhin wählten die Jugendredakteure Lemmer in den Vorstand, 1988 auch zum Vorsitzenden des Landesringes Junge Presse Nordrhein-Westfalen.
Zeitgleich begann Lemmer ein Volontariat bei der Gesundheitszeitschrift Waerland, wurde aber schon bald Chefredakteur des 1979 gegründeten Stadtmagazins Pinboard, als dessen Herausgeber er bis Anfang 1993 fungierte. Er zeichnete zudem verantwortlich für die monatliche Postille „Düsseldraht“ (von 1990 bis 1993).
1993 entstand aus dem Skinhead-Magazin Querschläger der FAP das Nachfolgeblatt Frontal, das sich durch professionellere Gestaltung zu einem führenden Magazin der rechtsextremen Skinhead-Szene entwickeln sollte. Nach sechs Ausgaben stand die Indizierung kurz bevor. Das Projekt wurde aufgegeben, jedoch umgehend ein neues begonnen. Torsten Lemmer, Christian Eitel vom Label Dorfmusik und Manfred Rouhs gründeten die (nicht zur Eintragung gekommene) „LER und Partner GmbH“ und starteten nach eigenen Angaben mit einer Anfangsauflage von 10.000 Stück das Rechtsrock-Zeitungsprojekt Moderne Zeiten. Politische Propaganda wurde szenegerecht aufbereitet und Berichte über Bands vor allem des hauseigenen Labels präsentiert.
Die zum Start angekündigte monatliche Erscheinungsweise wurde schon nach der ersten Ausgabe aufgegeben. Aufgrund des ausgebliebenen Erfolgs schied Rouhs schon nach einem Monat als wichtiger Geldgeber aus. Die Gesellschaft wurde in „Creative Zeiten GmbH“ umbenannt, die Zeitschrift schließlich in Rock Nord, unter welchem Namen sie bis ins Jahr 2005 – jedoch ohne Mitwirkung von Torsten Lemmer – bestand.

## Musik
Lemmer spielte eine wichtige Rolle in der neonazistischen Musikszene. Er erkannte früh die Bedeutung des Mediums Musik zur Rekrutierung Jugendlicher für den Neonazismus. In dem 1994 erschienenen Buch Skinhead Rock schrieb er: „Die eher rechtskonservativ-national eingestellten Gruppen taten diese Art von Musik als Krawallgetöse ab. Weder die DVU noch die Reps unternahmen den Versuch, über die Musikschiene neues Wählerpotential zu erschließen […] Den Grünen gelang durch Instrumentalisierung bestimmter Musikgruppen und -richtungen damit u. a. der Durchbruch. Sie hatten die Wirkung von Musik insgesamt richtig eingeschätzt.“
Musikalisch engagierte sich Torsten Lemmer zunächst als Leiter und Sänger der Schlager-Kombo „Die Spontis“. Der Titel Trinken, Heiter Lustig sein wurde von einigen Radiostationen zu Karneval gespielt und später durch die von ihm produzierte Rechtsrockband „Rheinwacht“ auf deren Debütalbum Neue Macht als „Vater Rhein“ verwendet. Er erlangte in Köln und Düsseldorf Kultstatus bei neonazistischen Musikfans.
Anfang der 1990er Jahre war er Manager und Backgroundsänger der durch negative Schlagzeilen berühmten Rechtsrockband Störkraft. Er fungierte auch für andere Bands aus dem neonazistischen Spektrum wie „Rheinwacht“, „Siegeszug“, „Schlachtruf“, „08/15“, „Kraftschlag“, „Noie Werte“, „Body Checks“ oder „Sturmwehr“ als Manager und/oder Produzent. Zu dieser Zeit gründete Lemmer unter Mithilfe anderer mehrere Firmen, darunter das Label „Dorfmusik“, den Vertrieb „Moderne Zeiten/Creative Zeiten GmbH“ und die Plattenfirma Funny Sounds & Vision GmbH. Nach Angaben Lemmers produzierte Funny Sounds mehr als 2500 Musiktitel. Darüber hinaus verfügte Funny Sounds über die Sublabels „Destiny Records“, „AZE Records“ und „Doktor Records“, auf denen neben englischsprachigen Bands wie „Celtic Warrior“ und „Brutal Attack“ ebenso Alben deutschsprachiger Rechtsrockgruppen wie „Arisches Blut“, „Foierstoss“, „Division Wiking“ oder „1488“ veröffentlicht wurden.
Zur Fußball-WM 1994 sang er als „WM-Blöker“ die Hymne Weltmeister auf einer Maxi-CD, begleitet durch Rechtsrockmusiker von „08/15“ und „Rheinwacht“. 1996 brachte er unter dem Namen „EM-Blöker“ die CD Deutschland-Meister aller Klassen heraus.
Im Jahr 2001 erschien eine Hommage an den damaligen Düsseldorfer Oberbürgermeister Joachim Erwin unter dem Titel Erwin – Du und ich für immer.

## Veröffentlichungen
- Torsten Lemmer: Skinhead Rock. Eine notwendige Klarstellung über nonkonforme Musik. Verlag Mehr Wissen, Düsseldorf-Langenfeld 1994, ISBN 3-88686-045-0
- Torsten Lemmer: Sänger für Deutschland. Biographie des Volkssängers Frank Rennicke. Verlag Mehr Wissen, Düsseldorf-Langenfeld 1996, ISBN 3-88686-047-7
- Torsten Lemmer: „Rechts Raus,“ mein Ausstieg aus der Szene. Autobiographie. Gespräch mit Norbert Madloch, Vorwort von Gerhard Zwerenz. Das Neue Berlin, Berlin 2004, ISBN 3-360-01242-9.